# Geschichte der russischen Luftfahrt

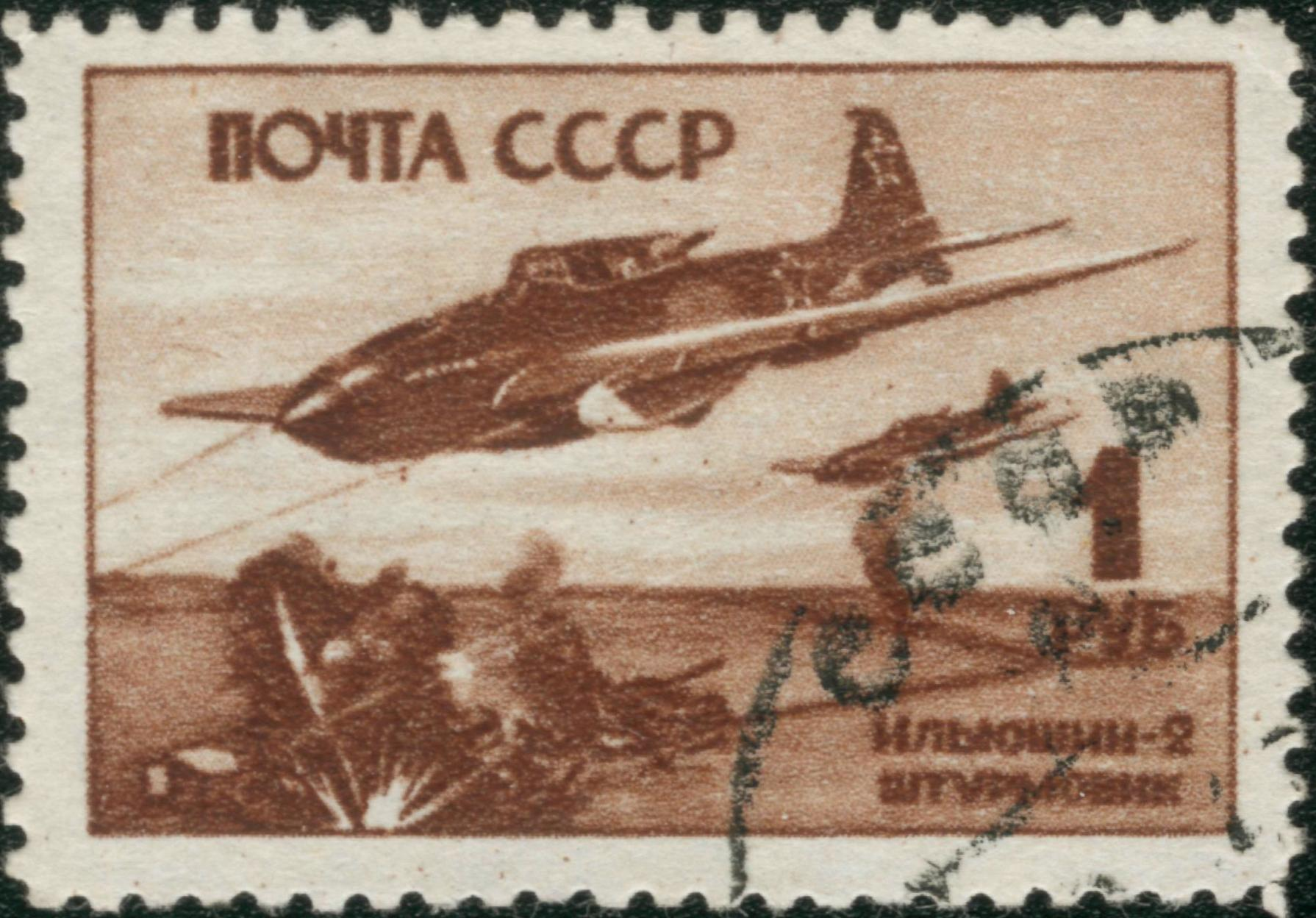
Sowjetische Briefmarke mit einem Schlachtflugzeug IL-2

Die Geschichte der russischen Luftfahrt (russisch История русской авиации Istorija russkoi awijazii) umfasste folgende Meilensteine:

## Geschichte

### Russisches Kaiserreich
Am 19. August 1828 startete in Moskau erstmals eine Russin mit einem Heißluftballon. 1902 erfolgte der Bau des ersten russischen Windkanals durch Nikolai Jegorowitsch Schukowski. 
Im Mai 1909 fand der erste Flug eines in Russland entwickelten Flugzeugs statt, als sowohl der Gakkel-III als auch der Kudaschew-1 innerhalb eines Tages und unabhängig voneinander in die Luft gingen. 1910 absolvierte Boris Iliodorowitsch Rossinski bei Blériot Aéronautique in Frankreich die Flugzeugführer-Prüfung und wurde damit der erste russische Pilot, der eine Fluglizenz erhielt. Rossinski spielte später eine bedeutende Rolle beim Aufbau der sowjetischen Luftfahrtindustrie und wurde als „Großvater der russischen Fliegerei“ bekannt. 
Vom 25. April bis zum 2. Mai 1910 fand erstmals in Russland eine „Flugwoche“ statt, in deren Verlauf der Pilot N. J. Popow eine Höhe von 600 Metern erreichte. Am 10. August 1911 erhielt Lidija Swerewa als erste russische Frau den Pilotenschein.
Am 13. Mai 1913 hob das erste viermotorige Flugzeug der Welt, die Sikorski Le Grand, in Russland vom Boden ab. Das Flugzeug wurde von Igor Sikorski selbst konstruiert. 1916 wurde das erste russische Flugtriebwerk von Mikulin und Stetschkin entwickelt.

### Sowjetrussland
Am 24. Mai 1918 wurde die „Hauptverwaltung der Roten Arbeiter- und Bauern-Luftflotte“ (GlawWosduchFlot) gegründet, um die Einsatzkoordination der vorhandenen Fliegerkräfte zu übernehmen. Wenige Monate später, am 1. Dezember 1918, gründete Nikolai Schukowski das Zentrale Aerohydrodynamische Institut (ZAGI). In diesem Institut wurden in den folgenden Jahrzehnten wichtige Grundlagen der Aerodynamik erforscht, zahlreiche Neuerungen für die Luftfahrt entwickelt und viele Flugzeugtypen konstruiert. Einige der bekanntesten sowjetischen Flugzeugkonstrukteure arbeiteten in den kommenden Jahren im ZAGI.
Die deutsch-sowjetische Fluggesellschaft Deruluft wurde am 24. November 1921 gegründet und nahm am 1. Mai 1922 ihre ersten Flüge zwischen Königsberg und Moskau auf.

### Sowjetunion
Der 9. Februar 1923 wird offiziell als Geburtsdatum der russischen Zivilluftfahrt betrachtet. An diesem Tag erließ der Arbeiter- und Verteidigungsrat eine Entschließung, die die Verwaltung der zentralen Luftflotte mit der technischen Überwachung von Fluglinien und der Gründung eines Zivilluftfahrt-Rates betraute.
Wenige Wochen später, am 17. März 1923, wurde die erste sowjetische Fluggesellschaft, Dobrolet, gegründet, um die Zivilluftfahrt im Land zu fördern. Sie eröffnete bereits am 15. Juli 1923 ihre erste Linie zwischen Moskau und Nischni Nowgorod. Im November 1923 fand auf der Krim der erste Segelflug-Wettbewerb der Sowjetunion statt, bei dem unter anderem die späteren Flugzeugkonstrukteure Sergei Iljuschin und Alexander Jakowlew teilnahmen.
Einen Meilenstein in der Geschichte der sowjetischen Luftlandetruppen markierte der 2. August 1930, als 12 Fallschirmjäger während eines Manövers aus einer Farman Goliath sprangen und den Gefechtsstand des Gegners stürmten. Zwei Jahre später, am 25. Februar 1932, wurde die Hauptverwaltung der zivilen Luftfahrt (GUGWF) gegründet und der offizielle Name Aeroflot vergeben.
Am 26. Juni 1932 fand der erste Testflug eines sowjetischen Hubschraubers statt, des ZAGI 1-EA, und nur zwei Monate später, am 17. August 1933, wurde mit der GIRD-09 die erste sowjetische Rakete mit Flüssigkeitsantrieb erfolgreich gestartet. Das dazugehörige Hybridtriebwerk war bereits im März des gleichen Jahres fertiggestellt worden.
Der Erstflug der ANT-4 war am 26. November 1926. Dieses Flugzeug war das weltweit erste mehrmotorige Ganzmetallflugzeug mit freitragenden Flügeln. Schon ein Jahr zuvor, am 1. September 1927, führte Semjon Alexandrowitsch Schestakow mit einer Tupolew ANT-3 einen Fernflug von Moskau nach Japan durch, wobei er 20.000 Kilometer in 153 Flugstunden zurücklegte.
Im Jahr 1933 erklärte die Regierung den 28. April zum Tag der sowjetischen Luftfahrt. Am 17. Juni 1934 flog die achtmotorige Tupolew ANT-20 erstmals. Mit einer Flügelspannweite von 63 Metern und einem Abfluggewicht von 42.000 kg war sie das bis dahin größte und schwerste Landflugzeug.
Nina Kamnewa stellte am 13. August 1934 einen Weltrekord im Fallschirmspringen für Frauen auf. Sie sprang aus 2700 Metern Höhe und erreichte einen freien Fall von 58 Sekunden, der 14 Jahre lang Bestand hatte. Schon am 30. September 1933 gelang es dem Stratosphärenballon SSSR-1, mit einer Rekordhöhe von 19.000 Metern in die Geschichte einzugehen.
Am 5. November 1934 führte das sowjetische Luftschiff CCCP-B6 (UdSSR-W6) seine erfolgreiche Jungfernfahrt durch. Das Luftschiff galt als das erfolgreichste sowjetische Luftschiff und wurde unter der Anleitung von Umberto Nobile erbaut. 
Im Jahr 1937 ging ein weiteres bemerkenswertes Ereignis in der Geschichte der sowjetischen Luftfahrt in die Annalen ein. Am 18. Juni startete eine Tupolew ANT-25 zu einem Langstreckenflug in die USA, wobei erstmals der Nordpol überflogen wurde. Piloten wie Tschkalow, Baidukow und Beljakow legten dabei eine Strecke von 9130 Kilometern zurück. Im selben Jahr überbot Michail Gromow mit einer Strecke von 10.148 Kilometern diesen Rekord.
Am 6. Juli 1939 stellte Olga Klepikowa mit einem Antonow RF-7-Segelflugzeug einen Weltrekord im freien Streckenflug auf. Sie legte 749,203 Kilometer zurück, ein Rekord, der erst 12 Jahre später von Richard Johnson gebrochen wurde.
Ein bedeutendes Ereignis der 1930er Jahre war der Testflug des Marschflugkörpers RNII 212 am 29. Januar 1939, gefolgt vom Erstflug des ersten raketengetriebenen Flugzeugs der UdSSR, der RP-318-I, am 28. Februar 1940. Das Flugzeug wurde von Sergei Koroljow und Wiktor Fjodorowitsch Bolchowitinow konstruiert.
Im Jahr 1940 wurde mit dem RD-1 das erste sowjetische Strahltriebwerk entwickelt, das einen Axialverdichter aufwies. Wenig später, am 30. Dezember 1947, flog die Mikojan-Gurewitsch MiG-15 erstmals. Mit rund 18.000 gebauten Exemplaren wurde sie das weltweit meistgebaute Strahlflugzeug.
Erstmalig Überschallgeschwindigkeit erreichte ein sowjetisches Flugzeug mit der Lawotschkin La-176 am 26. Dezember 1948. Bereits im Jahr 1953 stellte ein Antonow A-9 im Segelflug einen Weltrekord im freien Streckenflug auf, indem er eine Strecke von 829 km in 9 Stunden und 11 Minuten zurücklegte.
Der 31. Oktober 1959 ist ein weiteres wichtiges Datum in der sowjetischen Luftfahrtgeschichte. An diesem Tag erreichte die MiG-21 den absoluten Geschwindigkeitsweltrekord mit einer Geschwindigkeit von 2388 km/h. Im Jahr 1960 kam mit dem Solowjow D-20P das erste Turbofan-Strahltriebwerk mit Bypass im Serieneinsatz.
Am 22. Mai 1965 stellte die Pilotin Natalja Abramowna Prochanowa einen neuen Höhenweltrekord für Frauen auf, als sie mit 24.336 Metern eine neue Bestmarke erreichte. 
Ein Jahr später, am 10. Juli 1968, startete der weltweit größte Hubschrauber W-12 zu seinem offiziellen Erstflug. Am 31. Dezember 1968 fand der Erstflug des ersten Überschallverkehrsflugzeugs der Welt, der Tupolew Tu-144, statt.

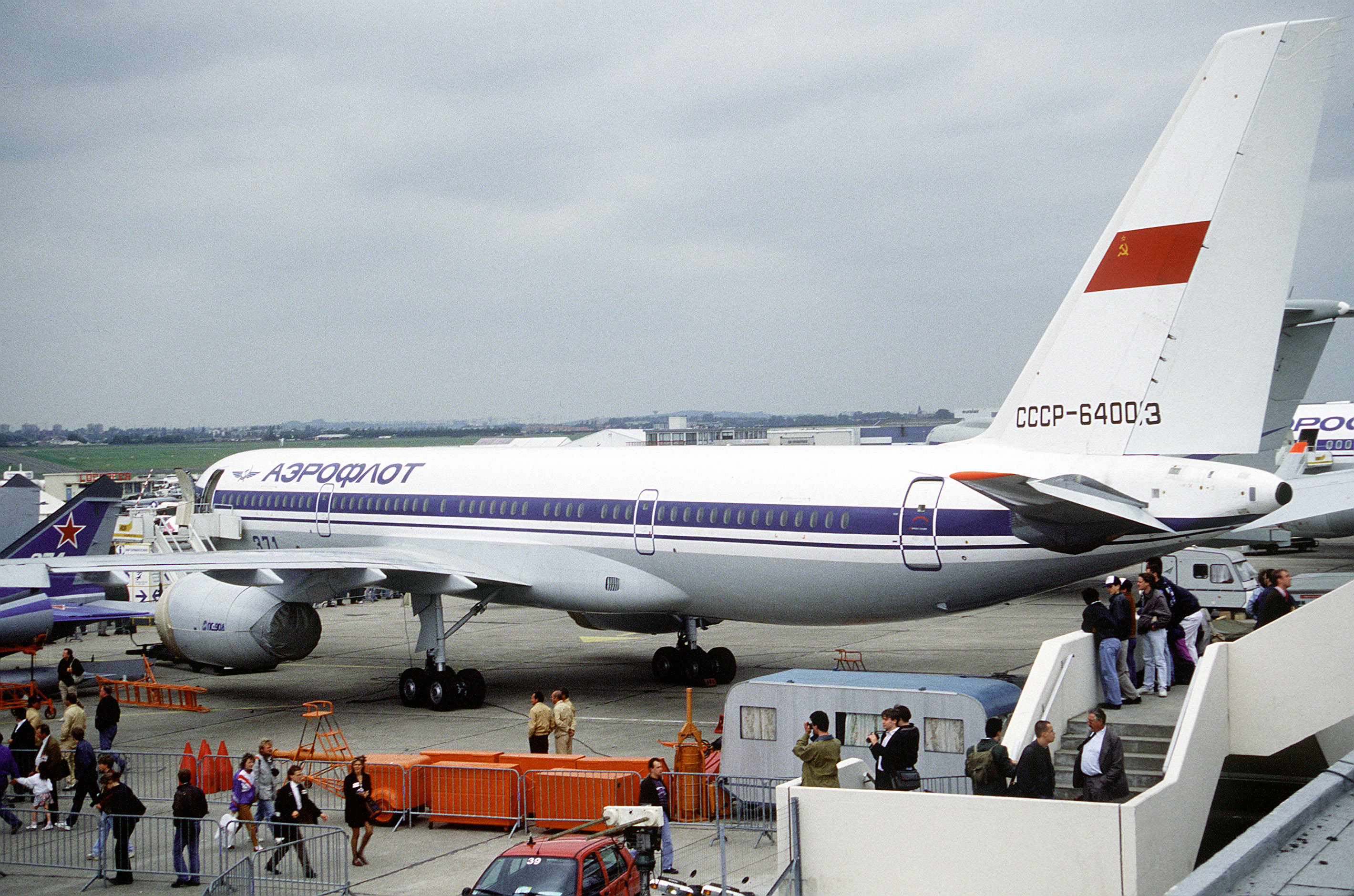
Tu-204-100 im Juni 1991 auf der Pariser Luftfahrtschau

Schließlich stellte Alexander Fedotow am 31. August 1977 in einer Je-266 mit 37.650 Metern einen absoluten Höhenrekord auf. Am 21. Dezember 1988 erfolgte der Erstflug des bis dahin größten Flugzeugs der Welt, der An-225.

### Russische Föderation
Nach der Auflösung der Sowjetunion zum 1. Januar 1992 bilden sich aus der Aeroflot einzelne nationale Fluggesellschaften für die jetzt in der Gemeinschaft unabhängiger Staaten (GUS) organisierten Länder.
Wegen des Mangels an Piloten in den Jahren steigenden Luftverkehrs verweigerten die russischen Behörden schon 2016 bis 2020 die üblichen internationalen Bestätigungen, welche Piloten brauchen, um im Ausland zu arbeiten; 2022 wurden vermutlich hunderte Piloten derart daran gehindert, außerhalb Russlands zu arbeiten.
Aufgrund des Russischen Überfalls auf die Ukraine 2022 erließ der Westen scharfe Sanktionen, welche vor allem die zu diesem Zeitpunkt zum größten Teil aus westlichen Flugzeugmustern bestehenden Flotten der Fluglinien betrafen; Russland beschlagnahmte formell die meist geleasten Flugzeuge, um sie im Inland weiter zu betreiben. Russland sperrte den eigenen Luftraum um die Ukraine und legte so den Luftverkehr nach elf Flughäfen (Anapa, Belgorod, Brjansk, Elista, Gelendschik, Krasnodar, Kursk, Lipezk, Rostow am Don, Simferopol und Woronesch) entlang des Kriegsgebietes still.
Das Bundesprogramm zum Bau russischer Verkehrsflugzeuge von 2022 wollte rund 1000 neue Flugzeuge bis 2030 bauen. Diese Zahlen waren für viele unrealistisch und die Kosten stiegen schon in den ersten Jahren des Programms.